# Udomporn Polsak
Udomporn Polsak (in thailandese อุดมพร พลศักดิ์; 6 ottobre 1981) è un'ex sollevatrice thailandese.

## Palmarès
- Giochi olimpici

Atene 2004: oro nei 53 kg.
- Mondiali

Varsavia 2002: bronzo nei 53 kg.
Vancouver 2003: oro nei 53 kg.
- Giochi asiatici

Busan 2002: argento nei 53 kg.